# Jason (banda)
Jason fue una banda Argentina de Heavy metal formada en 1991 en la localidad de San Andrés, partido de General San Martín (provincia de Buenos Aires). El nombre Jason es un acrónimo de "Justiciero Arcaico de la Sociedad Nativa". En septiembre de 2016 los integrantes decidieron disolver la banda.

## Historia
Jason nace en 1991, en su formación inicial era un cuarteto, integrado por Alejandro Daniel Santoferrara en voz, Adrián Morando en guitarra, Diego Michel en batería y Mariano Grande (Mariano Magno) en bajo. En 1992 ingresa como guitarrista Ariel Ranieri, transformándose la banda en quinteto. El "Tano" Maiorell llegó como vocalista a mediados de 1993, luego de una intensa búsqueda y tras el alejamiento de Morando y Santoferrara.
Luego de varios años de ensayos, demos y recitales, grabaron su primera producción independiente, "Jason", un demo casete editado en el año 1995, que contiene ocho temas de la banda y dos covers de Black Sabbath. Este material los catapultó a ser considerados Banda Revelación del Sí de Clarín, en diciembre de 1996.
En 1997 llega su primer producción en CD; “Justiciero Arcaico” con trece temas producido independientemente por Jason, editado y distribuido por Nems/Malasaña. Con ella logró ser segunda Banda Revelación en Rock and Pop (Tiempos Violentos) por votos de los oyentes (1997) y en la Revista Madhouse, por los lectores.
Luego de una serie de shows en diferentes lugares de la escena local, y el interior del país, Jason se presenta como soporte de los brasileños Angra, perfilándose como mejor banda del año en 1997. En octubre del mismo año Jason es convocada para realizar su segundo shows (2000 personas) como soporte de una banda internacional en este caso, Stratovarius.
En 1998 son invitados por tercera vez, para telonear, en este caso al guitarrista sueco Yngwie Malmsteen, para más de 2000 personas. En este mismo año son invitados por segunda vez junto a los brasileños Angra, siendo éste el cuarto concierto internacional. Más tarde tocarían en el estadio Obras junto a Helloween.
En el año 2002, Jason editó su tercer disco “En lo Alto del Cielo” con el cual, participó de la Terna de los Premios Gardel, en las nominaciones: 1) Mejor Disco del Año; 2) Mejor Canción del Año con el tema “En lo alto del Cielo”. Su disco se encuentra editado en Argentina, México, Brasil, y España, por diferentes sellos independientes. Este disco, en el cual se conjugan estilos entre Hard rock, Power metal y Heavy metal clásico, contiene 12 temas más un bonus track logrando un sonido que nada tiene que envidiarle a las bandas internacionales. El disco fue grabado en el estudio Crazy Rabbit de San Andrés, Bs As. La formación para esa placa fue Ariel Ranieri (guitarra), Tano Maiorell (voz), "Indio" Alexis Jacobchuc (bajo), Majo Di Pasquo (teclados) y Toto (batería).
En abril de 2003, Jason participó del Metal Rock Festival en el estadio Obras, junto a Rata Blanca, Horcas, O'Connor, entre otros.
A mediados del 2004 teloneó a Rata Blanca en “El Teatro” de Temperley. En sus giras por el interior supo tocar en Córdoba (3), Santa Fe (3), Entre Ríos (2), Misiones, Bahía Blanca, Rosario y en la ciudad de Paraná. En Entre Ríos, graba su “Video en Vivo” que forma parte del track interactivo del disco “13 Años" (en el cual hace su presentación el nuevo baterista de la banda, Martín De Pas).
La banda cultiva influencias de bandas como Deep Purple, Queen, Ozzy Osbourne, Angra, Stratovarius, Black Sabbath, Rata Blanca, Queensrÿche, Whitesnake y Harem Scarem. Las letras giran en torno a las vivencias y visiones de la vida general, aunque alejando en lo posible, las expresiones cargadas de negatividad, dándole un mensaje final positivo.
Jason lleva realizados más de 120 conciertos en Capital Federal, Gran Buenos Aires y en el Interior del país. 
Compartió Shows con bandas Argentinas como: Rata Blanca, Horcas, O'Connor, Lethal, Nepal, El Dragón, Presto Vivace, Imperio, Jezabel, Boanerges, Helizer, Leviathan, El Reloj, Humanimal, Jeriko, Kefrén, Azeroth, Lörihen y muchas más.
En 2007 editó su quinto disco de estudio titulado “Nueva Mente”, el cual consta de 11 nuevas canciones que si bien mantiene la esencia de Jason, le agrega un plus, como factor diferencial que trasciende su género y confirma el inicio de una nueva etapa y evolución de la banda, tanto en su historia musical, como en su mensaje, el cual bordea lo esotérico y acaricia lo sociocultural. Ya para entonces la teclista Majo Dipasquo se alejó del grupo y la banda no buscó reemplazante para los teclados. Alexis Jacobchuc fue reemplazado por César García.
En los últimos meses realiza más de 22 conciertos en todo el país y compartió grandes escenarios internacionales como Pepsi Music junto a Helloween y con Rata Blanca. Participó en el CD “Battle X Monsters” junto a Horcas, Lörihen y Serpentor con 3 canciones en vivo grabadas durante la final del concurso organizado por el programa de radio “Apagá la Tele” (radio Rock and Pop) en “La Trastienda Club”.
La proyección internacional viene dando enormes pasos, si mencionamos su exitosa presentación en el Maestros del Metal Sudamericanos (Lima, Perú), Allí donde Rata Blanca supo cautivar al público peruano, esta vez Jason fue la banda elegida para representar a la Argentina en este festival donde tocó ante casi 5000 personas presentes y supo estar a la altura de bandas de la talla de Angra (Brasil), Orgus y Tráfico (Perú).
Los cambios de integrantes y baja en la fuerza para seguir con la banda desembocaron en la disolución de la misma durante septiembre de 2016.

## Discografía

### Álbumes
- Jason (Demo, 1995)
- Justiciero Arcaico (1997)
- Jason 98 (miniálbum, 1998)
- En lo Alto del Cielo (2002)
- 13 Años (Regrabaciones, covers y temas en vivo, 2004)
- Battle X Monsters (con Lörihen, Serpentor, Horcas y Puertas, en vivo, 2006)
- Nueva Mente (2009)
- Un Nuevo Comienzo (2014)

Recopilaciones
- Canciones Eternas (2024)

Videos
- Buenos Aires en Vivo (2011)

Participaciones y tributos
- Heavy Metal Magazine
- Hermandad Metálica V
- Las Mejores Voces del Metal
- Muerte al Falso Metal: Tributo Argentino a Manowar
- Piece of Madness: En Honor a Iron Maiden
- Mátenlos a Todos: Tributo a Metallica
- El Barón Vuela sobre Argentina: Tributo a Barón Rojo
- Acero Argentino: Tributo a Judas Priest
- Tributo Internacional a Kraken, Vol. 1
- Despertando al Innombrable: Tributo a Panzer

## Integrantes
Curiosamente ninguno de los miembros fundadores de la banda sigue en la actualidad. Con el alejamiento del "Tano" Maiorell que estuvo casi presente desde sus comienzos, solo queda Ariel Ranieri como miembro más antiguo y pilar de la agrupación.

### Miembros actuales
- Ariel Ranieri - guitarra y coros
- Emmanuel Gerbam - voz
- Sebastián Gurrieri - batería
- Abel "Pulpiyo" Velizan - bajo
- Walter Maggio - guitarra

### Miembros anteriores
- Alejandro Daniel Santoferrara - voz (1991 - 1993)
- Adrián Morando - guitarra (1991 - 1993)
- Diego Michel - batería (1991 - 2002)
- Mariano Grande - bajo (1991 - 1995)
- Majo Di Pasquo - teclados (1999 - 2005)
- "Toto" Schulteiner - batería (2002 - 2004)
- "Indio" Alexis Jacobchuc - bajo (2002 - 2004)
- César García - Bajo (2004-2008)
- "Tano" Maiorell - Voz (1993-2011)
- Matias Ochoa - Voz (2011-2013)
- Martín de Pas - batería (2004-2015)